# Schizocosa chiricahua
Schizocosa chiricahua este o specie de păianjeni din genul Schizocosa, familia Lycosidae, descrisă de Charles Denton Dondale și Redner, 1978. Conform Catalogue of Life specia Schizocosa chiricahua nu are subspecii cunoscute.